# Paul Kluckhohn
Paul Kluckhohn (Gotinga, 10 de abril de 1886 - Tubinga, 20 de mayo de 1957) fue un germanista e historiador de la literatura alemán.

## Biografía
Kluckhohn era hijo del historiador August von Kluckhohn. Se doctoró en 1909 en la Universidad de Gotinga con la tesis Ministerialität in Südostdeutschland vom zehnten bis zum dreizehnten Jahrhundert ("La ministerialidad en el sureste de Alemania desde el siglo X al XIII") y completó su habilitación en 1913 en la Universidad de Münster.
En 1925 recibió una außerplanmäßige Professur ("cátedra adjunta") en la Universidad Tecnológica de Gdansk (ciudad entonces llamada Danzig), en 1927 fue destinado a la Universidad de Viena y, finalmente, a partir de 1930 trabajó como Ordinarius ("profesor titular") en la Universidad de Tubinga.
Kluckhohn se ocupó principalmente del Romantik (Romanticismo alemán) y de la Goethezeit ("era de Goethe"). Se definía como national ("nacional"), pero mantuvo una cierta distancia del Nationalsozialismus (nacionalsocialismo).
De 1946 a 1955 fue el primer presidente de la recién fundada Hölderlin-Gesellschaft (Sociedad Hölderlin).

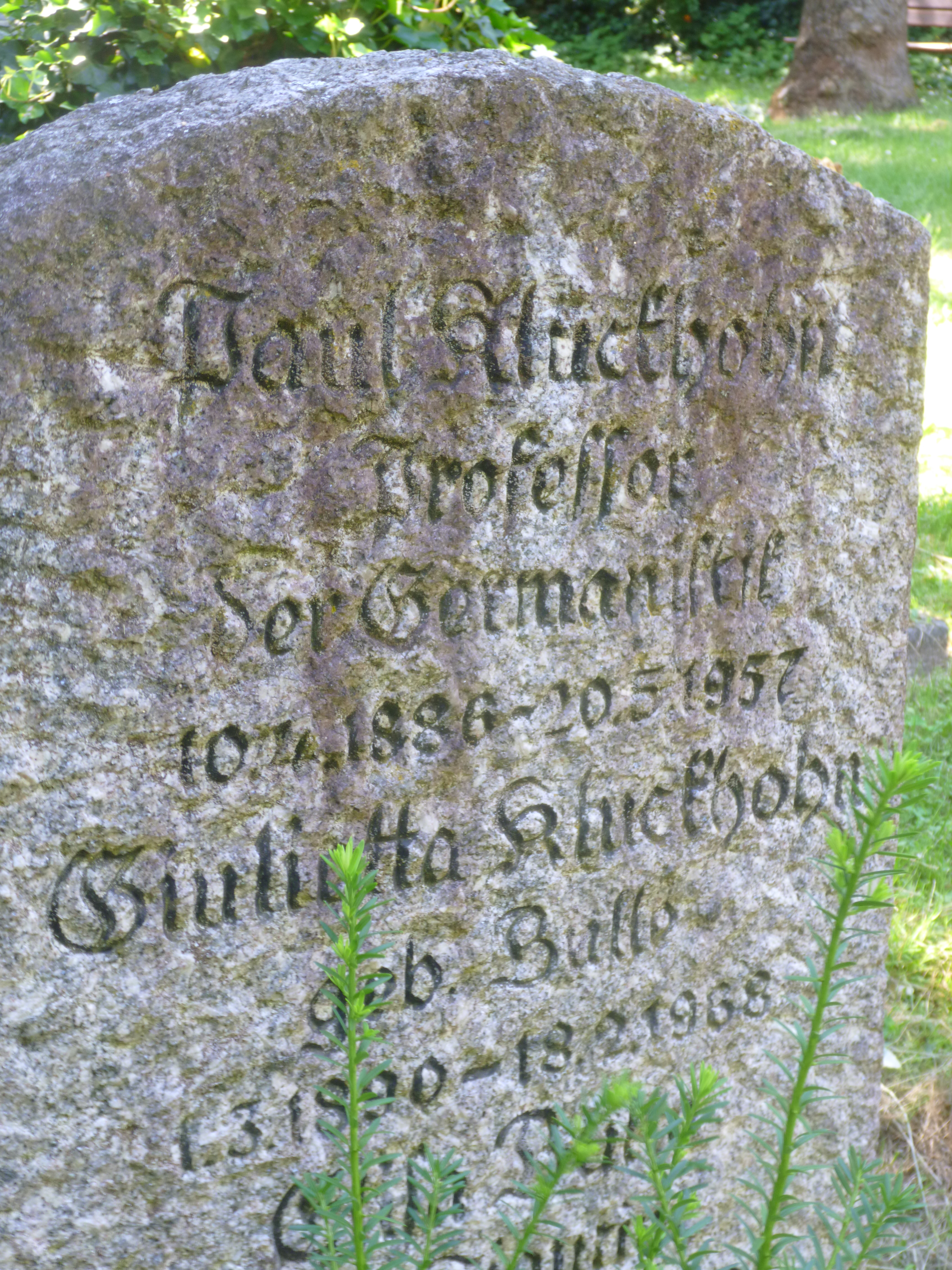
Su tumba en el cementerio de Tubinga.

## Obras
- Die Ministerialität in Südostdeutschland vom zehnten bis zum Ende des dreizehnten Jahrhunderts (= Quellen und Studien zur Verfassungsgeschichte des Deutschen Reiches in Mittelalter und Neuzeit. Bd. 4, Heft 1, ISSN 0863-0836). Böhlaus Nachf., Weimar 1910.
- Die Auffassung der Liebe in der Literatur des 18. Jahrhunderts und in der deutschen Romantik. Niemeyer, Halle/Saale 1922.
- Die deutsche Romantik. Velhagen & Klasing, Bielefeld u. a. 1924.
- Persönlichkeit und Gemeinschaft. Studien zur Staatsauffassung der deutschen Romantik (= Deutsche Vierteljahrsschrift für Literaturwissenschaft und Geistesgeschichte. Buchreihe. 5). Niemeyer, Halle/Saale 1925.
- Como editor: Weltanschauung der Frühromantik (= Deutsche Literatur. Reihe 17: Romantik. 5). Reclam, Leipzig 1932.
- Como editor: Die Idee des Volkes im Schrifttum der deutschen Bewegung. Von Möser und Herder bis Grimm (= Literarhistorische Bibliothek. 13). Junker und Dünnhaupt, Berlin 1934.
- Das Ideengut der deutschen Romantik (= Handbücherei der Deutschkunde. 6). Niemeyer, Halle/Saale 1941.
- Die Idee des Menschen in der Goethezeit (= Der Deutschenspiegel. Schriften zur Erkenntnis und Erneuerung. 13). Deutsche Verlags-Anstalt, Stuttgart 1946.